# سلوى البنا
سلوى البنا (من مواليد عام 1951 في مدينة نابلس) هي كاتبة وروائية فلسطينية صدرت لها عددٌ من الروايات والمجموعات القصصيّة لعلَّ أبرزها روايةُ «عروس خلف النهر» التي صدرت في بيروت عام 1972، وروايةُ «الآتي من المسافات» التي صدرت في بيروت أيضًا عام 1977، و«الوجه الآخر» وهي مجموعة قصصيّة نشرتها البنا في عددٍ من الصحف الأردنية ثم أعادت طباعتها في بيروت عام 1974. للكاتبة كتبٌ أخرى صدرت تباعًا وهي «العامورة عروس الليل» وهي أيضًا روايةٌ صدرت من العاصمة اللبنانيّة بيروت عام 1986، و«حذاء صاحب السعادة» المجموعة القصصيّة التي صدرت عام 2010 فضلًا عن رواية «امرأة خارج الزمن» التي صدرت في العام الموالي.

## الحياة المُبكّرة والتعليم
وُلدت سلوى البنا في مدينة نابلس بفلسطين وهناك عاشت، حيثُ أتمَّت دراستها المتوسطة في نابلس، لكنها حصلت على الإجازة بالآداب من جامعة بيروت.

## المسيرة المهنيّة
بدأت سلوى البنا مسيرتها المهنيّة في مجال الصحافة، ثمّ عرَّجت في وقتٍ ما على مجال الكتابة والنشر والتأليف فنشرت عددًا من الكتب والروايات لعلَّ أبرزها رواية عروس خلف النهر التي صدرت من بيروت عام 1972، وكذا رواية الآتي من المسافات التي صدرت في بيروت أيضًا عام 1977، فضلًا عن رواية مطر في صباح دافئ (1979)، والوجه الآخر وهي مجموعة قصصيّة نشرتها البنا في عددٍ من الصحف الأردنية ثم أعادت طباعتها في بيروت عام 1974. للكاتبة كتبٌ أخرى صدرت تباعًا وهي العامورة عروس الليل وهي أيضًا روايةٌ صدرت من العاصمة اللبنانيّة بيروت عام 1986، وحذاء صاحب السعادة المجموعة القصصيّة التي صدرت عام 2010 فضلًا عن رواية امرأة خارج الزمن التي صدرت في العام الموالي.
أشهر أعمال الكاتبة الفلسطينيّة كانت روايةُ «ست الحسن» التي جاءت مختلفةً في أسلوبها السرد الروائي والنص المسرحي والى حدٍ ما الشعر. قالت سلوى في هذه الرواية أنها لم تتعمّد التجديد لكن الفكرة كانت تقتضي الخروج عن المألوف وهو ما فعلته ونجحت فيه كما ترى حين تخطَّت الخطوط الحمراء التي كنت تضعها لنفسها أثناء الكتابة. جسَّدت سلوى في روايتها «ست الحسن في ليلتها الأخيرة» الهجمة الشرسة التي تعرضت وتتعرضُ له بلاد الشام بهدف تدميره وتفتيته وتغيير هويته ومقوماته الحضارية، وتغييب فلسطين تماما من على خريطته كما تقول. قصدت سلوى البنى في روايتها هذه بعبارة «وردة الشام» دولة فلسطين.
لقد جسَّدت سلوى في رواية «ست الحسن» الصراع بين الخير والشر، بين القبح والجمال كما أكّدت في حوارٍ لاحقٍ مع جريدة إلكترونيّة، ونفس الأمر فعلتهُ في رواية «عشاق نجمة» حيث جعلت فلسطين الحدث والقضية الأساس، وبالتالي كان الانطلاق من حضن التاريخ واستحضار الزمن والأمكنة والأسماء للتأكيد على هوية الأرض وعروبتها. قصدت سلوى بكلمة «نجمة» في الرواية فلسطين وعشاقها هم المناضلون بالبندقية والفكر والكلمة لتحريرها. عرَّجت في هذه الرواية على كل أشكال التآمر التي تعرضت لها قضية فلسطين، وصولًا إلى ما انتهى إليه المشهد اليوم من حروب واقتتال وتدمير.

## آراء
ترى سلوى البنا أنَّ شغف الكتابة وُلد معها مبكّرًا وتُرجع الفضل في ذلك لخيالها الواسع الذي بدأ مع الشعر حين لم تكن قد تجاوزت الثانية عشر من العمر بعدها. انتقلت بعدها سلوى للقصة والرواية فنشرت أول قصة قصيرة لها في مجلة اسمها «قافلة الزيت» في مسابقة للقصة فنالت الجائزة الأولى حينما كانت طالبة في كلية راهبات مار يوسف في مدينة نابلس.
بعد التخرج من المدرسة عملت في الصحافة التي تقول أنها منحتها تجارب إنسانية وصقلت قلمها ومكّنتها لاحقًا من القبض على الصور والمشاعر والحروف حتى نشرت أول رواية قصيرة لها بعنوان «عروسٌ خلف النهر». تعتبرُ سلوى أنَّ قضية فلسطين هي الدافع والمحرك وراء معظم نصوصها الأدبية، فالقضيّة – بحسبها – كانت ولا تزال حاضرة بقوة في كل أعمالها حتى في رواية «ست الحسن» التي خرجت بها إلى قضية أشمل وأوسع هي في أساسها فلسطين. ترى سلوى أنَّ الالتزام بقضية لا يقيّد المبدع ولا يحدّ من النصوص، فالرواية أو القصة هي انعكاسٌ لواقع اجتماعي وتصوير لشرائح وطبقات اجتماعية وحركتها اليومية، وبدقة أكثر الأدب هو تأريخ لواقع وحضارة المجتمعات كما تقول.
بالنسبة لسلوى، ففلسطين كانت وستبقى الوطن الذي يسكن كل فلسطيني أينما كان بما في ذلك هي. ترى الكاتبة الفلسطينيّة أنَّ من يراهن على الزمن لقتل الحلم الفلسطيني هو خاسرٌ بالتأكيد. تنتقدُ سلوى أيضًا تغييب قضية فلسطين عن الأدب العربي وتغييب مفهوم الالتزام أيضا وترى أنّ هذا يحدث بالصدفة وإنما ضمن حركة استهدفت ضرب القيم الثقافية وتفريغها من خصوصيتها وتهمشيها، وتسطيح الفكر وضرب الوعي من خلال استهداف الكلمة الملتزمة سواء بالفن أو الأدب.
عن وجهة نظرها في كتابة مشاهد تحتوي على الجنس داخل الرواية بجرأة، فيما يُعرف بالنص الأيروتيكي، تقول سلوى أنّ الهدف الأساسي من الجنس في رواية «ست الحسن» كان لخدمة الفكرة والتي تعكسُ مفهومين متناقضين له: المفهوم الحضاري الذي يرتقي به من غريزة همجية إلى سلوك إنساني نابض بالحب والجمال، والمفهوم البدائي أو الهمجي المتمثل بغريزة حيوانية شهوانية منفرة وقبيحة. تنتقدُ سلوى أيضًا غياب النقد المتجرد والبناء، بسببِ غياب جيل النقاد الكبار الذين يعود إليهم الفضل – بحسبها دائمًا – في خلق أدباء تركوا رصيدًا راقيًا من الإبداع.

## قائمة أعمالها
هذه قائمةٌ بأبرز أعمال الصحفيّة والكاتبة سلوى البنا:
- عروس خلف النهر (رواية صدرت في بيروت عام 1972)
- الآتي من المسافات (رواية صدرت في بيروت عام 1977)
- مطر في صباح دافئ (رواية صدرت في بيروت عام 1979)
- الوجه الآخر (مجموعة قصص نشرتها في الصحف الأردنية، ثم طبعت في بيروت عام 1974)
- العامورة عروس الليل (رواية صدرت في بيروت عام 1986)
- حذاء صاحب السعادة (مجموعة قصص صدرت في بيروت عام 2010)
- امرأة خارج الزمن (رواية صدرت في بيروت عام 2011)
- ست الحسن في ليلتها الأخيرة